# Franz D. Lucas

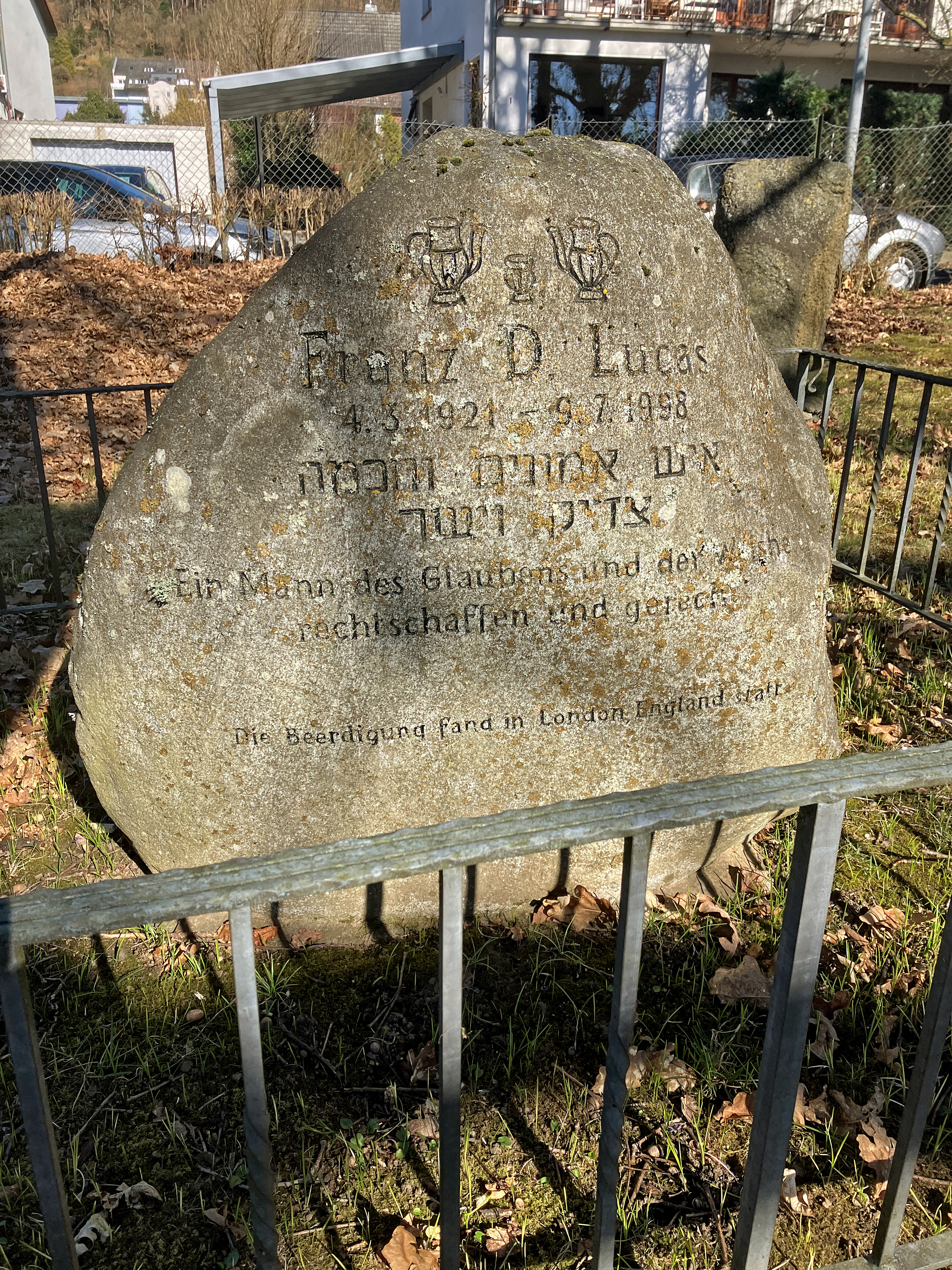
Gedenkstein für Franz Dietrich Lucas auf dem Alten Jüdischen Friedhof in Marburg

Franz Dietrich Lucas (* 4. März 1921 in Glogau, Provinz Schlesien; † 9. Juli 1998 in London) war ein deutscher Kaufmann und Historiker.

## Leben
Der Sohn des Rabbiners und Historikers Leopold Lucas musste nach den Novemberpogromen 1938 sein Studium der Orientalistik an der Universität Königsberg, der einzigen Universität, die ihn 1938 zugelassen hatte, abbrechen und ging in die Emigration nach La Paz, Bolivien, in das einzige Land, für das er ein Visum bekam. Dort trat er in die Dienste einer von Mauricio Hochschild aufgebauten internationalen Metall- und Bergwerksfirma. Das Deutsche Reich entzog ihm seine deutsche Staatsangehörigkeit, wodurch er staatenlos wurde. 1945 gründete er ein Handelsunternehmen.
1983 verlegte er seinen Wohnsitz nach London. Sein Hauptinteresse galt nun dem Werk seines 1943 im KZ Theresienstadt umgekommenen Vaters und der Geschichte und dem Wirken des gelehrten deutschen Judentums. Bereits 1972 hatte er den Dr.-Leopold-Lucas-Preis gestiftet, einen der bedeutendsten deutschen Wissenschaftspreise, als Auszeichnung für Gelehrte, die sich durch ihre Haltung und ihre Schriften um den Frieden und die Verständigung zwischen den Völkern verdient gemacht hatten. Der Preis wird jährlich von der Evangelisch-Theologischen Fakultät der Eberhard Karls Universität Tübingen verliehen. Lucas wurde Ehrensenator der Tübinger Universität, bis zu seinem Tode wirkte er aktiv im Kuratorium der Lucasschen Stiftung.

## Schriften
- Oro, estaño y moneda: ensayos sobre la economía boliviana, Los Amigos del Libro, La Paz 1978 (spanisch)
- Wo und wie ich den Tag erlebte in Werner Filmer, Heribert Schwan (Hrsg.): Mensch, der Krieg ist aus! Zeitzeugen erinnern sich, Econ Verlag, Düsseldorf 1985, ISBN 3-430-12734-3, S. 224–231
- mit Margret Heitmann: Stadt des Glaubens. Geschichte und Kultur der Juden in Glogau, Olms Verlag, Hildesheim 1991, ISBN 3-487-09495-9, Inhaltsverzeichnis (PDF-Datei, 86 kB)
- mit Heike Frank: Michael Sachs. Der konservative Mittelweg. Leben und Werk des Berliner Rabbiners zur Zeit der Emanzipation, J. C. B. Mohr, Tübingen 1992, ISBN 3-16-145888-5, Inhaltsverzeichnis (PDF-Datei, 139 kB)
- als Herausgeber: Geschichte und Geist. Fünf Essays zum Verständnis des Judentums. Zum Gedenken an den fünfzigsten Todestag von Rabbiner Dr. Leopold Lucas, Duncker & Humblot, Berlin 1995, ISBN  3-428-08168-4